# Skordatur
Skordatur (it. scordatura: omstemning, afvigende stemning) er en stemning som afviger fra et strengeinstruments normalstemning. 

## Violin
Skordatur gør det muligt at spille ellers vanskelige akkorder og samtidig åbne for nye klangmuligheder.
Georg Philipp Telemann brugte skordatur i enkelte værker, undtagelsesvis også Niccolò Paganini og Gustav Mahler, samt Robert Schumann i op.47 og Igor Stravinskij i Ildfuglen.
Det mest kendte musikeksempel fra barokmusikken er Rosenkrans- eller Mysteriesonaterne af Heinrich Ignaz Biber (død 1704) hvor han bruger 15 forskellige stemninger (se billedet under).
Wolfgang Amadeus Mozart noterede bratschstemmen i Sinfonia Concertante KV 320d i d-dur, selv om stykket er i es-dur. Dette formindsker de tekniske vanskeligheder for solobratschen og muliggør en større klanglig brillans.

## Guitar
Skordatur bruges meget på klassisk guitar for at forenkle udførelsen af specielle stykker. Det er sædvanligt at stemme 6. streng (e) ned til d eller c, 5. streng (a) ned til g, 4. streng (d) ned til c, 3. streng (g) ned til f♯,  2. streng (h) op til c og 1. streng (e) ned til e♭. (e♭?)